# Kołoczek (wzgórze)

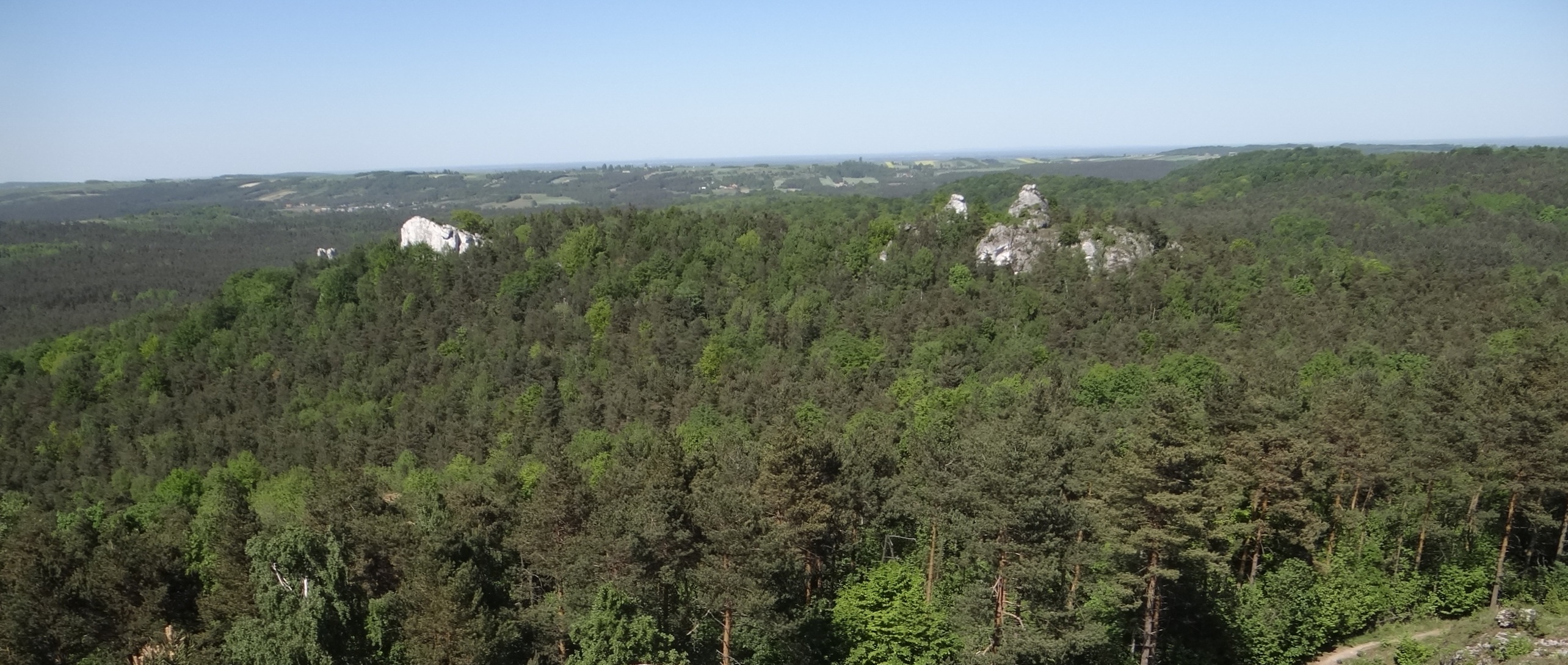
Wzgórze Kołoczek (widoczne niektóre skały, między innymi Głowa Cukru i Wielki Dziad)

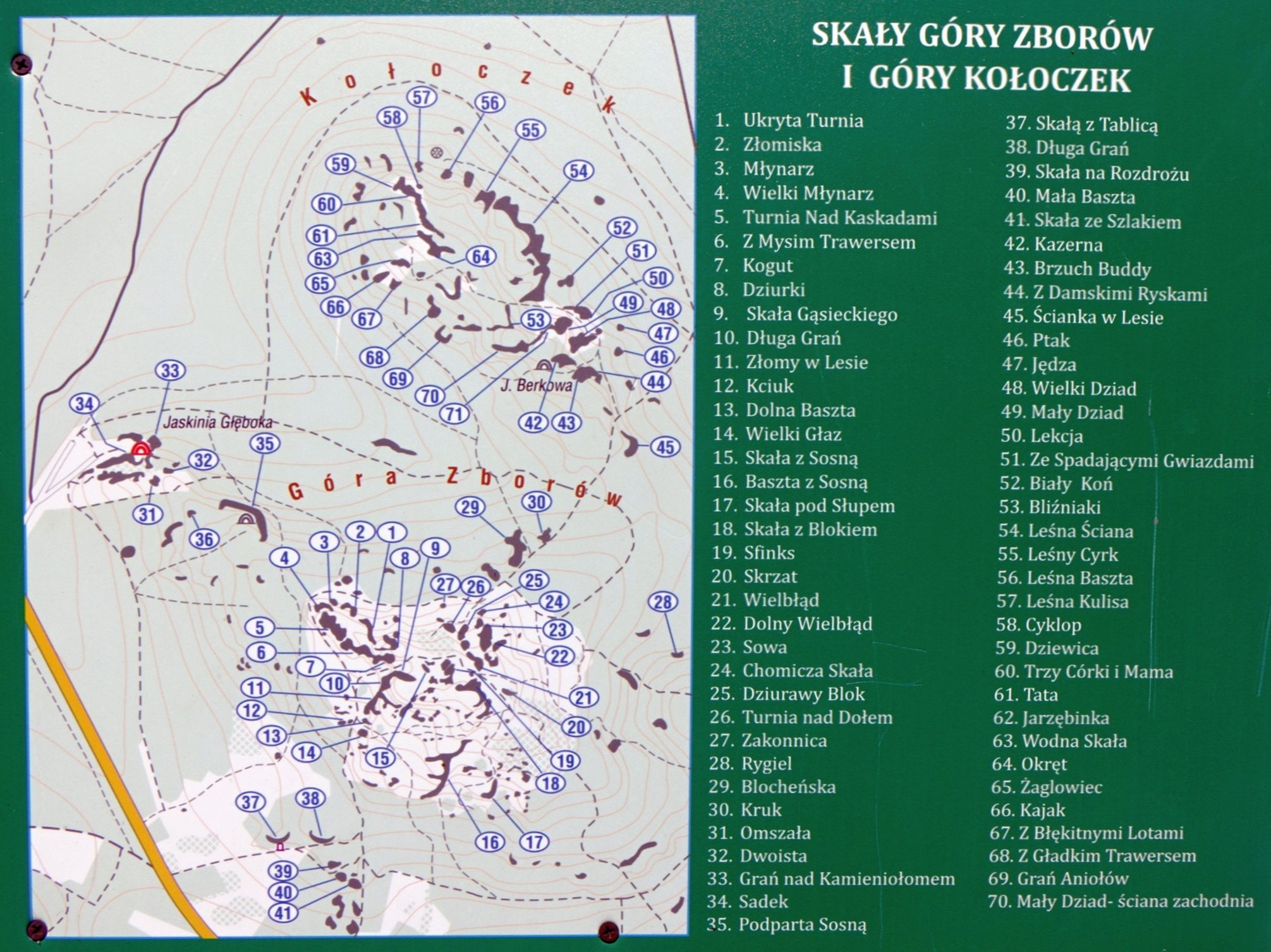
Skały Kołoczka i Góry Zborów

Kołoczek, Góra Kołoczek – wzniesienie w obrębie rezerwatu przyrody nieożywionej Góra Zborów na terenie wsi Kroczyce w województwie śląskim, powiecie zawierciańskim, w gminie Kroczyce. Na niektórych mapach opisywane jako Kołaczyk, na mapie Geoportalu jako Góra Popielowa.
Jest to jedno z dwóch wzniesień w obrębie rezerwatu przyrody Zborów. Drugim jest położona nieco na południowy wschód Góra Zborów. Obydwa należą do pasma Skał Kroczyckich. Pod względem geograficznym znajdują się na Wyżynie Ryczowskiej będącej częścią Wyżyny Częstochowskiej.
Spośród lasu porastającego Kołaczyka wystają liczne wierzchołki wapiennych skałek, z których najwyżej położony jest Wielki Dziad. Wszystkie skałki od wielu lat są terenem intensywnej działalności wspinaczy skalnych. Wyróżnili oni na wzgórzu Kołoczek następujące skały i grupy skał:

- Brzuszki Buddy
- Córki, Mama i Tata
- Dziewica
- Głowa Cukru, Wodna Skała
- Kajak, Okręt, Żaglowiec
- Kazerma
- Lalka i Grań Aniołów
- Leśna Kulista
- Leśna Ściana
- Ptak
- Wielki Dziad
- Skała z Błękitnymi Lotami
- Skała z Damskimi Ryskami
- Skała ze Spadającymi Gwiazdami[1][2].

Po południowo-wschodniej stronie Wielkiego Dziada znajdują się skały Kazerma, Ptak, Z Damskimi Ryskami i Brzuszki Buddy, tuż po południowo-zachodniej Lalka. W kierunku północno-zachodnim od Wielkiego Dziada stromo opadają ściany pozostałych skał. Ostatnią skałą w tym murze skalnym jest Leśna Kulista.
Wspinacze skalni poprowadzili wśród skał Kołoczka ponad 250 dróg wspinaczkowych o zróżnicowanym stopniu trudności od II do VI.7 w skali Kurtyki. Ściany mają zróżnicowaną wystawę; zachodnią, północną, wschodnią i południową. Niektóre ze skał to niewielkie skałki, na których uprawiany jest bouldering. Wszystko to sprawia, że wspinać się tutaj mogą zarówno początkujący, jak i zaawansowani wspinacze i każdy znajdzie coś dla siebie. Kołoczek jest drugim najpopularniejszym (zaraz po Górze Zborów) rejonem wspinaczkowym w tej części Wyżyny Częstochowskiej.